# Reggiane Re.2002
Reggiane Re.2002 Ariete byl italský jednomístný stíhací bombardér, který vznikl vývojem z typu Reggiane Re.2000 a Reggiane Re.2001, do něhož byl zabudován dvouhvězdicový čtrnáctiválec Piaggio P-XIX RC-45 Turbine B o výkonu 880 kW s třílistou vrtulí Piaggio P-2001.

## Vývoj
Kromě nové hnací jednotky byl Re.2002 vybaven delším krytem motoru se zabudovaným větrákem nuceného chlazení, třínosníkovým křídlem s nádržemi opatřenými ochrannými obaly, odlišnou výzbrojí a krytem kabiny odklopným doprava.
Letové zkoušky začaly v říjnu 1940, v březnu 1941 se prototyp (MM454) účastnil oficiálních vojenských zkoušek na letišti Guidonia, které pokračovaly do konce roku.
Dne 10. září 1941 ministerstvo letectví podepsalo objednávku na 200 kusů Re.2002 s následnou stavbou předsériového letounu (MM7309). Na rozdíl od prototypu měly sériové letouny Ariete tropické filtry do vstupu karburátoru a výkonnější generátory elektřiny.
V prosinci 1942 byl podepsán další kontrakt na 198 exemplářů Ariete. Na začátku roku 1943 byly zahájeny konstrukční práce na zlepšeném prototypu Re.2002bis. Sestaven byl z trupu a ocasních ploch sériového Re.2002 (MM7327) s křídlem z letounu Reggiane Re.2005. Ke dni kapitulace Itálie však nebyl dokončen a následně byl zrušen.
11. března 1943 bylo ministerstvem letectví objednáno dalších 300 Re.2002, avšak k datu kapitulace bylo dodáno pouze 147 kusů z první dodávky a 53 bylo těsně před dokončením. Druhá dodávka byla teprve v první čtvrtině kompletace. Po 8. září německé Reichsluftfahrtministerium objednalo u společnosti Reggiane, jejíž závody zůstaly na území státu Italská sociální republika na severu Itálie, kompletaci zbylých 53 letounů z první objednávky a 30 kusů z druhé dodávky.

## Nasazení
V době před italskou kapitulací přecházely Re.2002 do výzbroje některých bitevních letek na jihu země, zejména do stavu 5. a 7. bitevní letky. V nepřehledné situaci po kapitulaci se jednotky vyzbrojené Ariety dostaly na obě bojující strany. 5. bitevní letka se ihned přidala na stranu Spojenců, jiné vstoupily do svazku letectva RSI. Spojenecké Re.2002 napadaly především německé posádky na italském a řeckém pobřeží a ostrově Korfu. Během těchto operací bylo ztraceno 9 letounů Re.2002.
Ariete zabavené Luftwaffe byly odeslány do Francie, kde působily proti místním partyzánům v oblastech Aisne, Vercors a Limoges.

## Specifikace

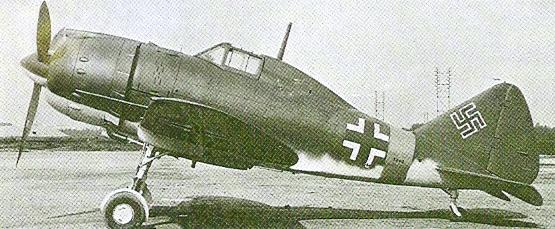
Reggiane Re.2002 Luftwaffe

Údaje dle

### Technické údaje
- Rozpětí: 11,00 m
- Délka: 8,165 m
- Výška: 3,15 m
- Nosná plocha: 20,40 m²
- Hmotnost prázdného letounu: 2390 kg
- Hmotnost celková: 3240 kg
- Pohonná jednotka: 1 × dvouhvězdicový motor Piaggio P.XIX R.C.45

### Výkony
- Maximální rychlost: 530 km/h
- Maximální rychlost u země: 430 km/h
- Cestovní rychlost: 400 km/h
- Minimální rychlost: 120 km/h
- Stoupavost do 2000 m: 5 min 46 s
- Stoupavost do 6000 m: 8 min 48 s
- Dolet: 1100 km
- Dostup: 10 500 m

### Výzbroj
- 2 × kulomet Breda-SAFAT ráže 12,7 mm
- 2x kulomet Breda-SAFAT ráže 7,7 mm
- až 650 kg bomb